# Miss Ceará
Miss Ceará (ou Miss Universo Ceará) é um tradicional concurso de beleza feminino realizado anualmente desde 1955 no Estado do Ceará. O certame tem o objetivo de selecionar a representante oficial do estado do Ceará para o concurso Miss Brasil, válido para a disputa de Miss Universo. O evento é gerido pela própria organização nacional do Miss Brasil, e desde a saída da antiga organização e a entrada da nova, o Estado já conseguiu a quarta vitória: com a representante de Maranguape - mas nascida em Fortaleza - Teresa Santos em 2021. Ao lado dela, já foram eleitas a sobralense Emília Correia em 1955, a baiana (radicada em Fortaleza), Flávia Cavalcanti em 1989 e de Fortaleza (porém representando Maracanaú), Melissa Gurgel em 2014.

## Histórico

### Tabela de Classificação
Abaixo a performance das cearenses no Miss Brasil:
| Posição       | Performance |
| ------------- | ----------- |
| Miss Brasil   | 4           |
| 2º. Lugar     | 3           |
| 3º. Lugar     | 2           |
| 4º. Lugar     | 4           |
| 5º. Lugar     | 1           |
| Finalista     | 1           |
| Semifinalista | 15          |
| Total         | 30          |

### Prêmios Especiais
Os prêmios obtidos pelas representantes:
- Miss Simpatia: Cláudia Saraiva (1967), Roseli de Lima (1973), Jacqueline Buarque (1975) e Jacqueline Gaspar (2003)

- Melhor Traje Típico: Carla Rocha (2006)

- Miss Voto Popular: Vanessa Vidal (2008)

- Miss Be Emotion: Aléxia Duarte (2017)

### Coordenadores
Ficaram responsáveis pela escolha da mais bela cearense: 
- de 1955 a 1980 - Stênio Azevedo.

- de 1981 a 1982 - Marcos Antônio da Silveira.

- de 1983 a 1989 - Armando Vasconcelos.

- de 1991 a 1992 - Org. Miss Brasil.

- de 1994 a 2004 - Flávio Torres.

- de 2005 a 2013 - Jorlene Cordeiro.

- de 2014 a 2018 - Gláucia Tavares & Valéria Mannarino.

- de 2018 a 2023 - Valéria Mannarino & Guilhermino Benevides.

- em 2024: Dennis Coulter.

- desde 2025: Organização Miss Universe Brasil.

### Galeria de Vencedoras

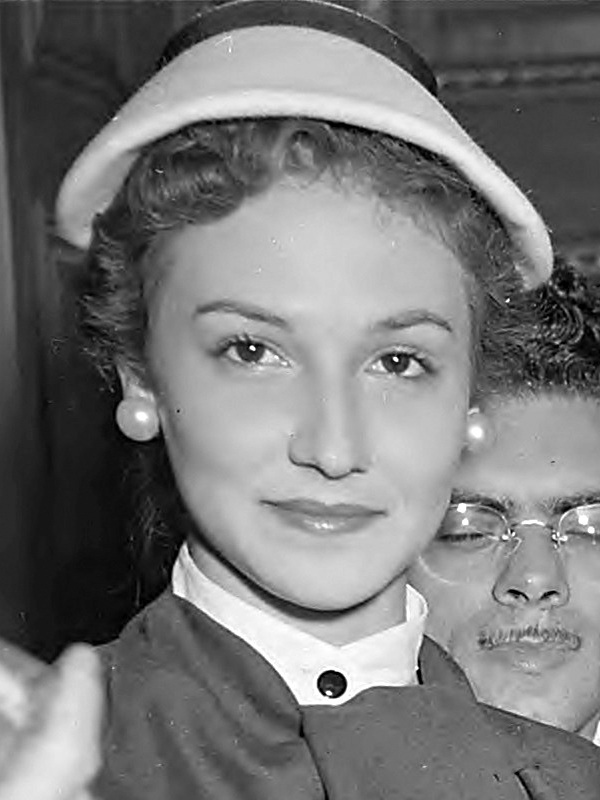
1955: Emília Barreto, Sobral
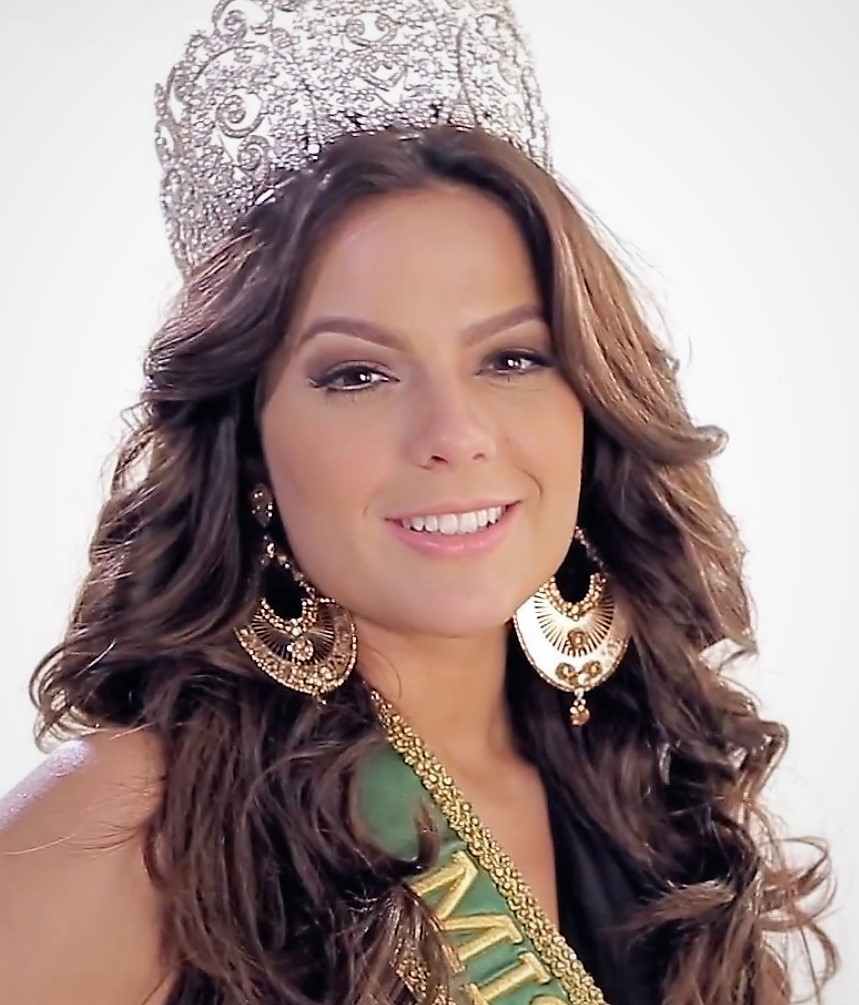
2014: Melissa Gurgel, Maracanaú
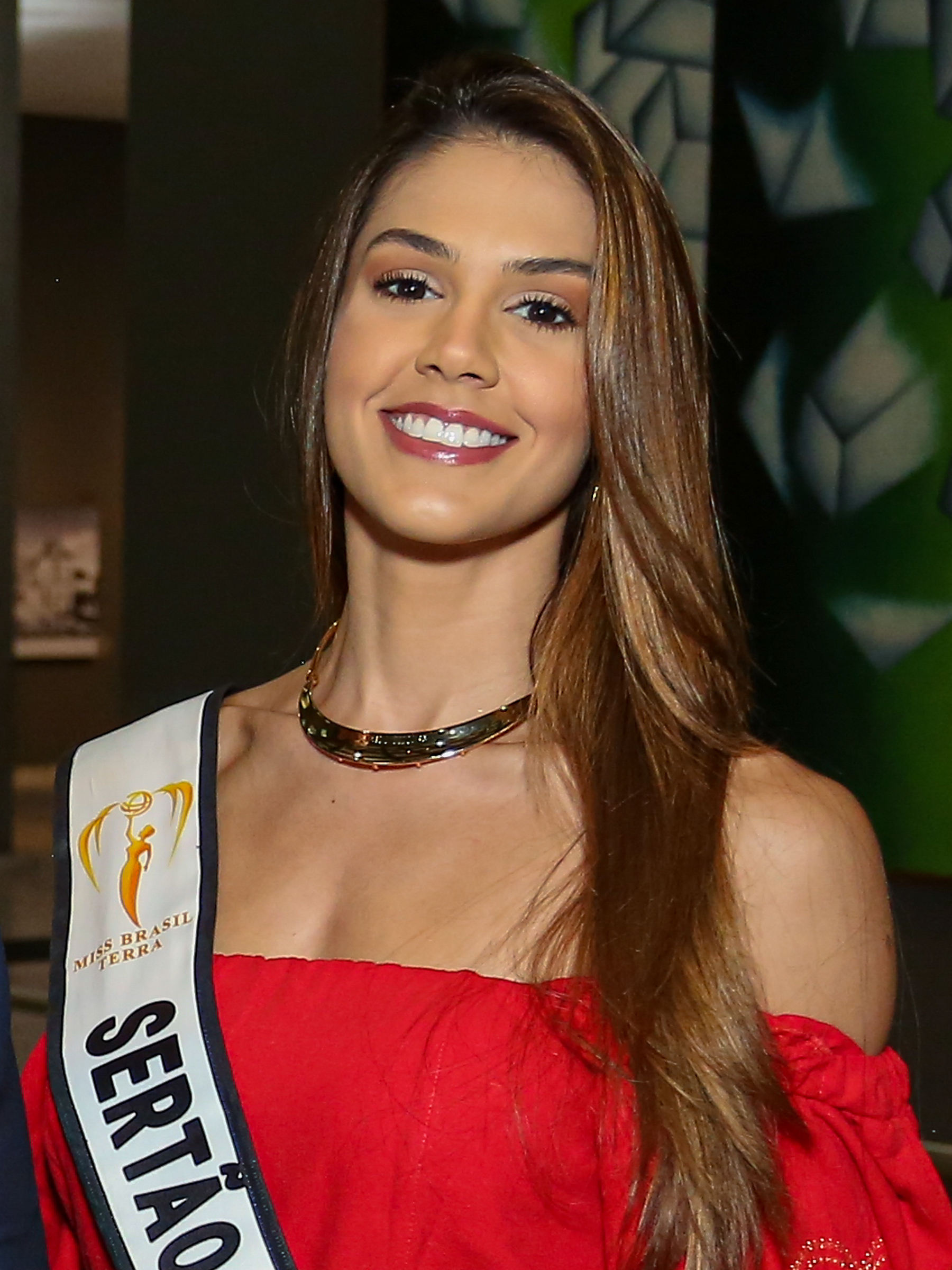
2016: Morgana Carlos, Quixadá

## Vencedoras
- A Miss Ceará tornou-se Miss Brasil
- A Miss Ceará renunciou ao título estadual.

| Ano  | Participação                                            | Vencedoras                                              | Representação                                           | Colocação                                               | Miss Universo                                           | Ref.                                                    |
| ---- | ------------------------------------------------------- | ------------------------------------------------------- | ------------------------------------------------------- | ------------------------------------------------------- | ------------------------------------------------------- | ------------------------------------------------------- |
| 2025 | 67ª                                                     | Bruna Ramos del Nero                                    | Fortaleza                                               | Semifinalista (Top 14)                                  |                                                         | [ 5 ]                                                   |
| 2024 | 66ª                                                     | Kellen Alves Freire                                     | Fortaleza                                               |                                                         |                                                         | [ 6 ]                                                   |
| 2023 | 65ª                                                     | Beatriz Militão                                         | Trairi                                                  | Semifinalista (Top 16)                                  |                                                         | [ 7 ]                                                   |
| 2022 | 64ª                                                     | Luana Lobo                                              | Maracanaú                                               | 4º. Lugar                                               |                                                         | [ 8 ]                                                   |
| 2021 | 63ª                                                     | Teresa Santos                                           | Maranguape                                              | MISS BRASIL 2021                                        | Não obteve classificação.                               | [ 1 ]                                                   |
| 2020 | A Miss Brasil foi indicada, portanto não houve disputa. | A Miss Brasil foi indicada, portanto não houve disputa. | A Miss Brasil foi indicada, portanto não houve disputa. | A Miss Brasil foi indicada, portanto não houve disputa. | A Miss Brasil foi indicada, portanto não houve disputa. | A Miss Brasil foi indicada, portanto não houve disputa. |
| 2019 | 62ª                                                     | Luana Lobo                                              | Maracanaú                                               | 2º. Lugar                                               |                                                         | [ 9 ]                                                   |
| 2018 | 61ª                                                     | Teresa Santos                                           | Groaíras                                                | 3º. Lugar                                               |                                                         | [ 10 ]                                                  |
| 2017 | 60ª                                                     | Aléxia Duarte                                           | Fortaleza                                               | Semifinalista (Top 10)                                  |                                                         | [ 11 ]                                                  |
| 2016 | 59ª                                                     | Morgana Carlos                                          | Quixadá                                                 | Finalista (Top 05)                                      |                                                         | [ 12 ]                                                  |
| 2015 | 58ª                                                     | Arianne Miranda                                         | Horizonte                                               |                                                         |                                                         | [ 13 ]                                                  |
| 2014 | 57ª                                                     | Melissa Gurgel                                          | Maracanaú                                               | MISS BRASIL 2014                                        | Semifinalista (Top 15)                                  | [ 14 ]                                                  |
| 2013 | 56ª                                                     | Mariana Vasconcelos                                     | Fortaleza                                               | Semifinalista (Top 10)                                  |                                                         | [ 15 ]                                                  |
| 2012 | 55ª                                                     | Milena Ferrer                                           | Guaraciaba do Norte                                     | Semifinalista (Top 07)                                  |                                                         | [ 16 ]                                                  |
| 2011 | 54ª                                                     | Anastácia Duarte                                        | Fortaleza                                               | Semifinalista (Top 15)                                  |                                                         | [ 17 ]                                                  |
| 2010 | 53ª                                                     | Eugênia Justino                                         | Crato                                                   |                                                         |                                                         | [ 18 ]                                                  |
| 2009 | 52ª                                                     | Khrisley Karlen                                         | Pacajus                                                 | 5º. Lugar                                               |                                                         | [ 19 ]                                                  |
| 2008 | 51ª                                                     | Vanessa Vidal                                           | Clube dos Diários                                       | 2º. Lugar                                               |                                                         | [ 20 ]                                                  |
| 2007 | 50ª                                                     | Raphaella Benevides                                     | Mombaça                                                 |                                                         |                                                         | [ 21 ]                                                  |
| 2006 | 49ª                                                     | Carla Rocha                                             | Juazeiro do Norte                                       |                                                         |                                                         | [ 22 ]                                                  |
| 2005 | 48ª                                                     | Daniela Amaral                                          | Limoeiro do Norte                                       |                                                         |                                                         | [ 23 ]                                                  |
| 2004 | 47ª                                                     | Jorlene Cordeiro                                        | Fortaleza                                               |                                                         |                                                         | [ 24 ]                                                  |
| 2003 | 46ª                                                     | Jacqueline Gaspar                                       | Fortaleza                                               |                                                         |                                                         | [ 24 ]                                                  |
| 2003 |                                                         | Rebeca Pimentel                                         | Fortaleza                                               | Não competiu: 17 anos.                                  |                                                         | [ 24 ]                                                  |
| 2002 | 45ª                                                     | Andréa Morais                                           | Barbalha                                                |                                                         |                                                         | [ 24 ]                                                  |
| 2001 | 44ª                                                     | Orleide Castro                                          | Barbalha                                                |                                                         |                                                         | [ 24 ]                                                  |
| 2000 | 43ª                                                     | Wanuska Dantas                                          | Crato                                                   |                                                         |                                                         | [ 24 ]                                                  |
| 1999 | 42ª                                                     | Geisa Jinkings                                          | Fortaleza                                               |                                                         |                                                         | [ 24 ]                                                  |
| 1998 | 41ª                                                     | Germana Gaspar                                          | Fortaleza                                               | Semifinalista (Top 12)                                  |                                                         | [ 24 ]                                                  |
| 1997 | 40ª                                                     | Roselane Cândida Lima                                   | Fortaleza                                               |                                                         |                                                         | [ 24 ]                                                  |
| 1996 | 39ª                                                     | Mônica do Rêgo Matias                                   | Maracanaú                                               |                                                         |                                                         | [ 24 ]                                                  |
| 1995 | 38ª                                                     | Maria de Lourdes Silva                                  | Horizonte                                               |                                                         |                                                         | [ 24 ]                                                  |
| 1994 | 37ª                                                     | Synara Barroso                                          | Fortaleza                                               |                                                         |                                                         | [ 24 ]                                                  |
| 1993 | A Miss Brasil foi indicada, portanto não houve disputa. | A Miss Brasil foi indicada, portanto não houve disputa. | A Miss Brasil foi indicada, portanto não houve disputa. | A Miss Brasil foi indicada, portanto não houve disputa. | A Miss Brasil foi indicada, portanto não houve disputa. | A Miss Brasil foi indicada, portanto não houve disputa. |
| 1992 | 36ª                                                     | Andréa Ferreira                                         | Fortaleza                                               | 2º. Lugar                                               |                                                         | [ 24 ]                                                  |
| 1991 | O Estado não enviou candidata ao Miss Brasil 1991.      | O Estado não enviou candidata ao Miss Brasil 1991.      | O Estado não enviou candidata ao Miss Brasil 1991.      | O Estado não enviou candidata ao Miss Brasil 1991.      | O Estado não enviou candidata ao Miss Brasil 1991.      | O Estado não enviou candidata ao Miss Brasil 1991.      |
| 1990 | Não houve disputa nacional de Miss Brasil em 1990.      | Não houve disputa nacional de Miss Brasil em 1990.      | Não houve disputa nacional de Miss Brasil em 1990.      | Não houve disputa nacional de Miss Brasil em 1990.      | Não houve disputa nacional de Miss Brasil em 1990.      | Não houve disputa nacional de Miss Brasil em 1990.      |
| 1989 | 35ª                                                     | Flávia Cavalcante                                       | Fortaleza                                               | MISS BRASIL 1989                                        | Não obteve classificação.                               | [ 25 ]                                                  |
| 1988 | 34ª                                                     | Joana D'Arc Maia                                        | Maranguape                                              |                                                         |                                                         | [ 24 ]                                                  |
| 1987 | 33ª                                                     | Marta Pessoa                                            | Fortaleza                                               |                                                         |                                                         | [ 24 ]                                                  |
| 1986 | 32ª                                                     | Deusa Guerra                                            | Fortaleza                                               | Semifinalista (Top 12)                                  |                                                         | [ 24 ]                                                  |
| 1985 | 31ª                                                     | Luzia Miglioranzi                                       | Fortaleza                                               | Semifinalista (Top 12)                                  |                                                         | [ 24 ]                                                  |
| 1984 | 30ª                                                     | Zeilma Loiola                                           | Sobral                                                  |                                                         |                                                         | [ 26 ]                                                  |
| 1983 | 29ª                                                     | Ana Cláudia Soares                                      | Fortaleza                                               | Semifinalista (Top 12)                                  |                                                         | [ 24 ]                                                  |
| 1982 | 28ª                                                     | Tânia Mara Piccoli                                      | Clube das Casas Pernambucanas                           | Semifinalista (Top 12)                                  |                                                         | [ 24 ]                                                  |
| 1981 | 27ª                                                     | Glória Virgínia Chaves                                  | Itapipoca                                               |                                                         |                                                         | [ 24 ]                                                  |
| 1980 | 26ª                                                     | Maria das Dores Neves                                   | AABEC                                                   |                                                         |                                                         | [ 27 ]                                                  |
| 1979 | 25ª                                                     | Aracília Arruda                                         | Crateús                                                 |                                                         |                                                         | [ 28 ]                                                  |
| 1978 | 24ª                                                     | Zuleika Zardo                                           | Ceará Country Club                                      |                                                         |                                                         | [ 28 ]                                                  |
| 1978 |                                                         | Aparecida Carvalho                                      | Clube de Regatas Barra do Ceará                         | Não competiu, assumiu.                                  |                                                         | [ 28 ]                                                  |
| 1977 | 23ª                                                     | Maria Luiza Holanda                                     | Clube de Regatas Barra do Ceará                         |                                                         |                                                         | [ 29 ]                                                  |
| 1976 | 22ª                                                     | Imaculada Cicarelli                                     | Clube Bradesco                                          |                                                         |                                                         | [ 24 ]                                                  |
| 1975 | 21ª                                                     | Jacqueline Buarque                                      | Colégio Batista Santos Dumont                           |                                                         |                                                         | [ 30 ]                                                  |
| 1974 | 20ª                                                     | Elizabeth Gomes                                         | Náutico Atlético Cearense                               |                                                         |                                                         | [ 31 ]                                                  |
| 1973 | 19ª                                                     | Roseli de Lima                                          | Escola Doméstica São Rafael                             |                                                         |                                                         | [ 32 ]                                                  |
| 1972 | 18ª                                                     | Ana Maria Kerth                                         | Clubes de Fortaleza                                     | Semifinalista (Top 08)                                  |                                                         | [ 33 ]                                                  |
| 1971 | 17ª                                                     | Aldenora Nogueira                                       | Quixeramobim                                            |                                                         |                                                         | [ 34 ]                                                  |
| 1970 | 16ª                                                     | Tânia Mara Tavares                                      | Comercial Clube                                         |                                                         |                                                         | [ 24 ]                                                  |
| 1969 | 15ª                                                     | Vera Lúcia Camelo                                       | Clube Iracema                                           | Semifinalista (Top 08)                                  |                                                         | [ 24 ]                                                  |
| 1968 | 14ª                                                     | Vera Maria Veras                                        | Clube dos Diários                                       |                                                         |                                                         | [ 35 ]                                                  |
| 1967 | 13ª                                                     | Cláudia Saraiva                                         | Náutico Atlético Cearense                               |                                                         |                                                         | [ 36 ]                                                  |
| 1966 | 12ª                                                     | Francy Nogueira                                         | Crato                                                   | 3º. Lugar                                               |                                                         | [ 24 ]                                                  |
| 1966 |                                                         | Maria Cláudia Maciel                                    | União dos Clubes Suburbanos                             | Não competiu, assumiu.                                  |                                                         | [ 24 ]                                                  |
| 1965 | 11ª                                                     | Iassodara Cavalcante                                    | Clube dos Diários                                       |                                                         |                                                         | [ 37 ]                                                  |
| 1965 |                                                         | Ana Clara Ferreira                                      | Círculo Militar                                         | Não competiu, assumiu.                                  |                                                         | [ 37 ]                                                  |
| 1964 | 10ª                                                     | Ana Carvalhedo                                          | Comercial Clube                                         | Semifinalista (Top 09)                                  |                                                         | [ 38 ]                                                  |
| 1963 | 9ª                                                      | Vera Lúcia Maia                                         | Fortaleza Esporte Clube                                 |                                                         |                                                         | [ 24 ]                                                  |
| 1962 | 8ª                                                      | Rita Nóbrega                                            | Associação Atlética Banco do Brasil                     | Semifinalista (Top 08)                                  |                                                         | [ 39 ]                                                  |
| 1961 | 7ª                                                      | Elza Laureano                                           | Clube Iracema Clube Náutico                             | 4º. Lugar                                               |                                                         | [ 40 ]                                                  |
| 1960 | 6ª                                                      | Wanda Medeiros                                          | Crato                                                   |                                                         |                                                         | [ 41 ]                                                  |
| 1959 | 5ª                                                      | Rufina Braga                                            | Clube Iracema                                           |                                                         |                                                         | [ 42 ]                                                  |
| 1959 |                                                         | Airtes Arruda                                           | Sobral                                                  | Não competiu, assumiu.                                  |                                                         | [ 42 ]                                                  |
| 1958 | 4ª                                                      | Maria Sanford                                           | Sobral                                                  |                                                         |                                                         | [ 43 ]                                                  |
| 1957 | 3ª                                                      | Lia Guimarães                                           | Clube Massapeense                                       | 4º. Lugar                                               |                                                         | [ 24 ]                                                  |
| 1956 | 2ª                                                      | Mazu Holanda                                            | Clube dos Diários                                       | 4º. Lugar                                               |                                                         | [ 44 ]                                                  |
| 1955 | 1ª                                                      | Emília Correia                                          | Sport Club Maguari                                      | MISS BRASIL 1955                                        | Semifinalista (Top 15)                                  | [ 45 ]                                                  |

### Observações
1. Não são naturalmente do estado, as misses:
  1. Wanda Gomes (1960) é de Jacobina, Bahia;
  2. Elza Laureano (1961) é do Rio Grande do Sul;
  3. Rita Nóbrega (1962) é do Rio Grande do Norte;
  4. Vera Lúcia Camelo (1969) é do Rio de Janeiro;
  5. Tânia Mara Arruda (1970) é do Mato Grosso;
  6. Jacqueline Buarque (1975) é do Rio de Janeiro;
  7. Zuleika Zardo (1978) é de Santa Catarina;
  8. Aracília Arruda (1979) nasceu no Maranhão;
  9. Aparecida Miglioranzzi (1985) é de Minas Gerais;
  10. Flávia Cavalcante (1989) nasceu na Bahia;
  11. Andréa Ferreira (1992) é nascida em São Paulo;
  12. Jorlene Cordeiro (2004) é do Maranhão;
  13. Carla Medeiros (2006) nasceu no Pará;
  14. Brunel Del Nero (2025) nasceu em São Paulo.